# Eritrichium pauciflorum
Eritrichium pauciflorum là loài thực vật có hoa trong họ Mồ hôi. Loài này được (Ledeb.) A.DC. mô tả khoa học đầu tiên năm 1846.